# Rumpiberge
Die Rumpiberge sind ein westlicher Ausläufer der Gebirgsformationen der Kamerunlinie in der kamerunischen Provinz Sud-Ouest, rund 80 km nördlich des Kamerunbergs und 40 km westlich der Bakossi-Berge. Die Rumpiberge gehören zum Kernsiedlungsgebiet des Volkes der Oroko.
Die Berge bedecken eine Fläche von rund 1500 km², deren höchste Erhebung der 1768 Meter hohe Mount Rata ist. Im Südwesten der Rumpiberge liegt der Kratersee Dissoni, auf ca. 461 Meter über dem Meeresspiegel. In den Rumpibergen befindet sich das Rumpi Hills Wildlife Reservat und entspringt der Mungo. Von dort fließt er zunächst Richtung Osten und dann nach Süden bis zur Kamerun-Mündung.

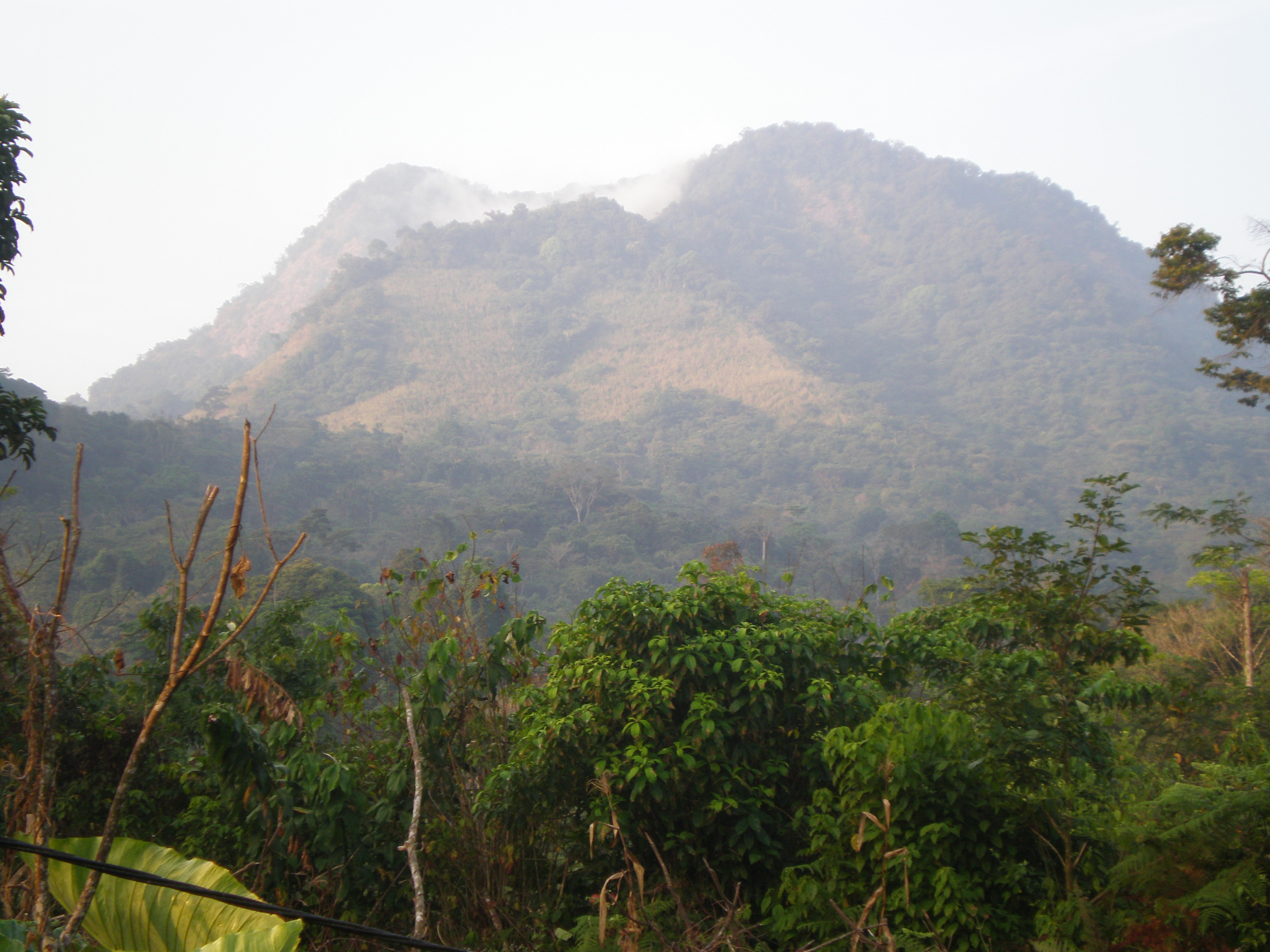
Mount Rata in den Rumpibergen, 1768 m